# Stenauxa exigua
Stenauxa exigua är en skalbaggsart som beskrevs av Aurivillius 1925. Stenauxa exigua ingår i släktet Stenauxa och familjen långhorningar. Inga underarter finns listade i Catalogue of Life.